# میدان حلفایه
میدان حلفایه  یک میدان نفتی در عراق است.